# Курт Ротенбергер
Курт Фердинанд Ротенбергер (нім. Curt Ferdinand Rothenberger; 30 червня 1896, Куксгафен — 1 вересня 1959, Гамбург) — німецький державний діяч, юрист, доктор права. 

## Біографія

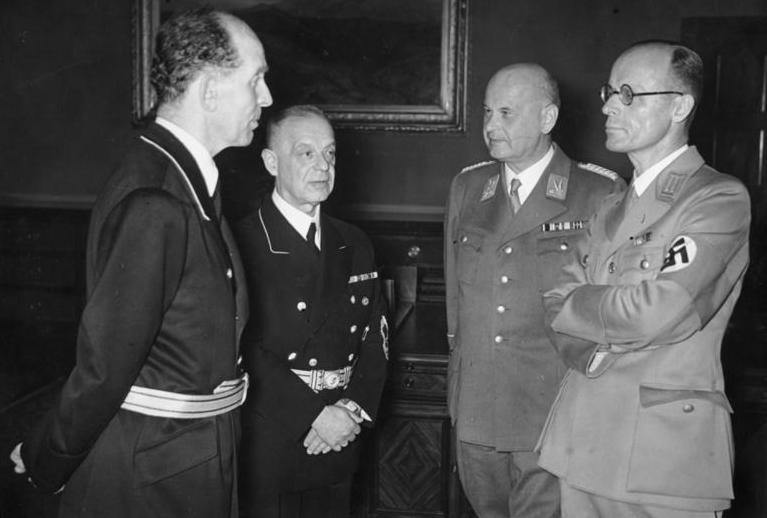
Зліва направо: Роланд Фрайслер, Франц Шлегельбергер, Отто Георг Тірак і Курт Ротенбергер (1942).

Син митного чиновника. Вивчав право в Берлінському, Кільському і Гамбурзькому університетах. Учасник Першої світової війни, служив у артилерії. У березні 1920 року вступив на службу до юридичного управління в Гамбурзі. З січня 1925 року — суддя земельного суду, з червня 1927 року — урядовий радник, з грудня 1929 року — вищий урядовим радник, з листопада 1931 року — директор земельного суду. Відрізнявся вкрай правими поглядами і після приходу нацистів до влади зробив блискучу кар'єру. З березня 1933 року — сенатор, член земельної суду, уповноважений і начальник відділу «Північ» Імперського міністерства юстиції. З квітня 1935 року — голова Вищого земельного суду Гамбурга. З 20 серпня 1942 по грудень 1943 року — статс-секретар Імперського міністерства юстиції. Одночасно був віце-президентом Академії німецького права і керівником обласної організації «Ганзейські міста» Націонал-соціалістичного союзу німецьких юристів. Після війни заарештований. На процесі Американського військового трибуналу в Нюрнберзі у справі нацистських юристів 4 грудня 1947 року засуджений до 7 років тюремного ув'язнення.

## Нагороди
- Залізний хрест 2-го і 1-го класу
- Ганзейський Хрест (Гамбург)
- Почесний хрест ветерана війни з мечами